# El Puro, la rançon est pour toi
Pour plus de détails, voir Fiche technique et Distribution.
El Puro, la rançon est à toi (titre original italien : La taglia è tua... l'uomo l'ammazzo io!) est un western italo-espagnol réalisé par Edoardo Mulargia (sous le pseudonyme de Edward G. Muller) et sorti en 1969.

## Synopsis
Quatre chasseurs de primes cherchent à gagner les 10 000 $ de récompense pour la capture d'El Puro. Ils sont dirigés par Gipsy, un caractériel. El Puro n'est hélas plus ce qu'il était : à force de fuir devant les chasseurs de primes, il a sombré dans l'alcoolisme, et se cache auprès de Rosie, qui lui promet un avenir tranquille. Gipsy retrouve sa trace et fait tuer Rosie. El Puro aura-t-il encore la force de se venger ? 

## Fiche technique
- Titre français : El Puro, la rançon est pour toi, A moi l'homme, à toi la prime, El Puro, tire et meurs !
- Titre original italien : La taglia è tua... l'uomo l'ammazzo io!
- Titre original espagnol : El Puro se sienta, espera y dispara
- Scénario : Fabrizio Gianni, Ignacio F. Iquino, Edoardo Mulargia et Fabio Piccioni
- Photographie : Antonio L. Ballesteros, Edoardo Mulargia
- Musique : Alessandro Alessandroni
- Production : Filmar Compagnia Cinematografica & IFI Producción S.A.
- Pays : Italie / Espagne
- Durée : 1h42
- Couleur : Eastmancolor
- Son : Mono
- Année de sortie : 1969

## Distribution
- Robert Woods : Joe Bishop 'El Puro'
- Aldo Berti : Cassidy
- Mario Brega : Tim
- Rosalba Neri : Rosie
- Fabrizio Gianni : Fernando
- Maurizio Bonuglia : Dolph
- Giusva Fioravanti : Antonio
- Ashborn Hamilton Jr. : Gipsy
- Angelo Dessy : Charlie
- Attilio Dottesio
- Mariangela Giordano : Fille
- Gustavo Re
- César Ojinaga
- Fernando Rubio
- Lisa Seagram : tenancière du bar